# 法國鹽稅
加貝爾（法語：Gabelle du sel，法語發音：[ɡabɛl]）是一項曾於法國開徵的鹽稅，在法國人心中長期被視為典型的苛捐雜稅，可謂臭名昭彰、無人不曉。從14世紀中葉起至1946年，歷屆法國政府幾乎都有徵收該稅項，而且鮮少修改稅則。「加貝爾」一詞是從意大利文的「稅」(gabella) 衍變的，而該意大利文詞語則來自阿拉伯語的(qabala)（接收）。加貝爾最初是對農業和工業商品（如床單、小麥、香料和酒）開徵的間接稅，至14世紀中葉開始成為法蘭西王室開徵的鹽稅的專稱。由於加貝爾影響所有法國公民（鹽在烹調、保存食品，製作奶酪和飼養家畜均有廣泛應用），並導致法國各地的鹽價差距擴大，因此它被視為法國政府最招致人民厭惡及不平等的稅項之一。
該稅收曾於1790年的法國大革命時期由國民議會廢除，但拿破崙·波拿巴在1806年恢復徵收之。之後，法蘭西第二共和國政府亦曾短暫地停收該稅。加貝爾最終在法國從納粹德國佔領之中解放後被永久廢除。

## 概述
1229年，路易九世和他的母親卡斯蒂利亞的布蘭卡結束了阿爾比十字軍。法蘭西獲得隆河口三角灣和附近地中海沿岸的控制權。1246年，法蘭西在該地區建立第一個地中海港口城市艾格莫爾特（其字面意義為「死水」），並建造大量海水蒸發池製鹽。這些鹽場使路易九世獲得足夠資金籌建十字軍遠征中東，從而使他去世後獲教宗封聖。法國王室對這些鹽場及所產出的鹽的控制，被視為加貝爾的起源。

路易九世時期，是為了支應第七次十字軍的臨時稅，到1259年，他弟弟那不勒斯和西西里國王查爾斯一世繼續這種情況，更進一步確立王室對馬賽附近的貝爾鹽場（the Berre saltworks）的控制。這種鹽的管理最終將涵蓋“盃給（Peccais）”，艾格莫爾特和卡马格地区並逐漸被稱為「微鹽稅地區（Pays de petites gabelles）」。在1341年 3月16日，瓦盧瓦王朝的腓力六世建立了第一個王室永久性的加貝爾（鹽稅），在法蘭西被稱為“重鹽稅地區（Pays de grandes gabelles）”。
作為強制性國家壟斷，這是一個雙重的義務，即政府有義務滿足八歲以上的每個人，每週可以固定的價格購買到最低數量的鹽。被稱為「鹽的責任」(Sel de devoir)，在居民「重鹽稅地區(Pays de grandes gabelles)」每年被迫購買多達7公斤的鹽。此外，他們無法使用這種鹽製作醃製品，被認為是非法的，並可能導致對「私鹽(faux saunage)」課稅，或鹽欺詐的指控。如果不遵循這可能被監禁，如有重複犯，可能被處死。每個省有「鹽倉」(Greniers à sel)，所有的鹽都從該地區生產，方便以固定的價格採購和以加值的價格銷售。

## 鹽稅分級
第一次創立對法蘭西各省統一徵收的“加貝爾” ，所有銷售價格1.66％的比率。然而，對於鹽稅歷史大部分的時期裡，價格變化，並導致不同省份之間的巨大差距。各省區分六個不同的組，被稱為“地區”（法語 pays），其分類如下：
1. “重鹽稅地區（Pays de grandes gabelles）”; 這個區域包括巴黎盆地和王國最古老的省份：法蘭西島、貝里、奧爾良、圖賴訥、安茹、曼恩、波旁、諾曼底、勃艮第（不包括東南部的三分之一）、香檳（不包含勒泰勒，保留先前授予的較低稅率）、皮卡第（除了布洛涅（英语：Boulonnais (land area)）和康布雷主教轄區）。最大的六個地區所有超過八周歲的居民，不僅支付最高的鹽價也有強制性的鹽稅。三分之一的法蘭西人口居住在這個區域內，並支付所有鹽收入的三分之二，但只消耗了鹽總量的四分之一。
2. “微鹽稅地區（Pays de petites gabelles）”；這個區域包括省里昂、普羅旺斯、魯西永、朗格多克和多菲內，勃艮第東南的郡（包括马孔（英语：Mâconnais）、布雷斯、比热和博若萊），以及南部的奧弗涅（英语：History of Auvergne）的郡（包括福雷和鲁埃格）。這個區域涵蓋法蘭西東南部，包括地中海海岸線和隆河下游。該地區的“鹽稅”是“重鹽稅地區(Pays de grandes gabelles)”的一半左右。所有五分之一法蘭西的人口居住在這一區域，並支付王室四分之一的鹽稅收入。
3. “滷水鹽地區（Pays de quart-bouillon）”; 這些省份包括阿夫朗什、庫唐斯、巴約和蓬莱韦克。這個地區所生產的鹽，四分之一去了皇家鹽倉。
4. “鹽場地區（Pays de salines）”; 這些省份包括弗朗什-孔泰，洛林的三主教轄區（英语：Three Bishoprics）（梅斯主教轄區（英语：Bishopric of Metz）、圖勒古教區（英语：Ancient Diocese of Toul）和凡爾登主教轄區（英语：Bishopric of Verdun））及阿爾薩斯。不像在“微鹽稅地區”和“重鹽稅地區”，在這裡法律允許私營商人從事零售和批發經銷鹽，而不是完全的由政府官員監督。其結果是，這地區的食鹽價格較少受鹽稅的影響和人民較滿意這樣的效果。這裡的人民消耗的鹽是“重鹽稅地區”的兩倍多。
5. “贖回地區（Pays redimés）” ; 這些省份包括普瓦圖、利穆贊、奧弗涅、马尔什、吉耶讷、佩里戈尔、比戈爾、富瓦地區和科曼日。由1500年早期到中期這些地區的稅收措施引起叛亂，在1549年，達成協議後，那裡的公民付給國王一筆金錢，就永遠免除鹽稅。只徵收他們鹽的運送稅。
6. “免鹽稅地區（Pays exempts）”; 這些免鹽稅的省份包括布列塔尼半島、布洛涅（英语：Boulonnais (land area)）、加萊地區（英语：Pale of Calais）、埃诺伯国、阿图瓦、法蘭德斯、康布雷、色当公國（英语：Principality of Sedan）和羅庫爾、内布藏（英语：Nebouzan）、貝阿恩、索爾、下納瓦拉、拉布爾斯、热克斯地区、阿爾勒、雷島、奧萊龍島、欧尼斯和普瓦圖在大西洋附近的鹽池部分。在加入法蘭西王國之前，所有上述地區與法蘭西王室的協議，如果他們不在“加貝爾”(鹽稅)的管轄範圍，他們才同意加入。

## 食鹽走私
因為各地鹽稅稅率和耗用量極端的不平等，食鹽走私在法蘭西頗為盛行。根據法王路易十六的財政部長─雅克·內克爾（他在1784到1789年法國大革命時期，擔任財政部長）的報告：一“米諾特”（minot=39升）的鹽，重49公斤（107.8磅），在免稅的布列塔尼半島價格只有31“蘇”，但在“贖回地區”的普瓦圖為81“蘇”，在“重鹽稅地區”的安茹是591“蘇”，而在貝里為611“蘇”。
法蘭西的“加貝爾”(鹽稅)被廢除前，不同的鹽稅地區存在著巨大的價差，清楚地表明發生鹽走私活躍的背後原因。走私鹽最凸出的方法是在廉價地區購買，然後非法的運往昂貴區域高價出售，但仍低於官方法定價格。這樣的走私者被稱為“仿冒鹽商”（faux-saunier）。他們能夠聚斂大量錢財，並被法蘭西公民視為英雄，為了普遍性較好生活的需要，而對抗武斷和壓迫的鹽稅。反過來，海關警衛被責成逮捕“仿冒鹽商”被稱為“ 鹽稅官吏”（gabelous），是從王室官方堅持“加貝爾”(鹽稅)衍生出來的術語。他們被民間百姓鄙視，因為他們可以沒有理由就搜索人民與其家園，只為了搜查私鹽。然而，婦女經常使用她們的裙子進行鹽走私，有時還要使用“假臀"(false derrières )。 “鹽稅官吏”攜帶武器，以搜查私鹽作藉口，肆意地撫摸女性臀部，而大量被性騷擾的女性只能默默忍受。 18世紀末，在一些地區女性走私是很普遍的，特別是在西部，被捕的婦女比男子多。據估計，1759-1788年之間，被捕的4,788人中，2,845人是婦女和兒童，明顯超過被捕人數的一半以上。
在1640年，让-巴蒂斯特·柯尔贝尔編纂“加貝爾法(鹽稅法)”，批准了一系列嚴厲的懲罰，針對參與“仿冒鹽田”（faux saunage）行為。僅僅庇護“仿冒鹽商”（faux-saunier）可能導致監禁、罰款，此外，如果累犯則處以死刑。“仿冒鹽商”(faux-saunier)被抓獲，如果他們沒有武器，可能被判處長達十年划槳勞役；若有武器就直接處死。其他形式的“仿冒鹽田”（faux saunage），包括牧羊人讓羊群在鹽池飲水，貿易商在運輸過程中過度醃製鱈魚，以及夜間捕漁──這是為了避免漁民運用熟悉水路的知識進行鹽的走私。法蘭西貴族如果初次購買私鹽被逮捕，會立即失去他們的貴族身份。1773年，沿著羅亞爾河，其中有一段是布列塔尼和安茹地區的界河，兩地31蘇和591蘇的巨大鹽價差，超過3,000名士兵駐紮在沿河城堡以應付大量的走私事件。

## 法國大革命
雖然發生法國大革命有眾多的原因，不公平的稅收和強加在較低階級和農民的財政負擔是一般人民的不滿的主要原因。到了18世紀末，每年因對抗「加貝爾(鹽稅)」罪行，大約有3,000公民（男人，女人和孩子）被囚禁，判處划槳勞役，或處死。在這期間，宗教人士，貴族和高級官員往往能免除或支付更低的「加貝爾(鹽稅)」或其他稅賦。1789年，國民議會成立後，整個法蘭西的“加貝爾(鹽稅)”全部廢除。隨後，1790年，國民議會決定從監獄釋放所有因違反“加貝爾(鹽稅)”法律，而被監禁的人，所有指控和定罪都被永久刪除。
然而，這種自由是短暫的，1804年拿破崙·波拿巴恢復了「加貝爾(鹽稅)」，在這段期間沒有重大的改變，如布列塔尼豁免區域照舊。「加貝爾(鹽稅)」一直是法蘭西法律的一部分，在1946年才全部廢除。

## 外部連結
- "鹽稅" - 搜索 Google 圖書
- "Salt tax" - 搜索 Google 圖書